# ピンク・レディーの活動大写真 (アルバム)
『ピンク・レディーの活動大写真』はピンク・レディーの初の主演映画『ピンク・レディーの活動大写真』のオリジナルサウンドトラック盤。1978年12月25日にビクター音楽産業（現、ビクターエンタテインメント）より発売された。

## 概要
- 映画『ピンク・レディーの活動大写真』で使用されていたBGMや挿入歌、映画の名場面の音声が収録されている。
- 挿入歌であるピンク・レディーのシングルは、このアルバムのためにショートバージョンで収録。「カメレオン・アーミー」のみショートバージョンとシングルと同じバージョンでも収録されている。
- 1991年9月21日に"OSTオリジナル・サウンドトラック・名盤コレクション"としてCD化。（レーベルはビクター音楽産業）
- CD化に伴い、収録曲のトラック番号が振り直されている。（下記「収録曲」はCDの表記で記載）

## 収録曲
（太字はレコード・CD共通表記である）
1. -第1話 人情物語篇- オープニング
2. カメレオン・アーミー（インストルメンタル）
3. サウスポー ＊ショートバージョン
4. ドラマ♯1
5. S・O・S ＊ショートバージョン
6. カルメン'77 ＊ショートバージョン
7. ドラマ♯2
8. 渚のシンドバッド ＊ショートバージョン
9. ドラマ♯3
10. ブリッジ♯1
11. -第2話 SF篇- モンスター ＊ショートバージョン
12. ドラマ♯4
13. ドラマ♯5
14. UFO ＊ショートバージョン
15. ブリッジ♯2
16. 透明人間 ＊ショートバージョン
17. -第3話 西部劇篇- ブリッジ♯3
18. カメレオン・アーミー ＊ショートバージョン
19. ブリッジ♯4
20. ペッパー警部 ＊ショートバージョン
21. ドラマ♯6
22. ドラマ♯7
23. ウォンテッド（指名手配） ＊ショートバージョン
24. いとしのクレメンタイン（インストルメンタル）
25. カメレオン･アーミー（エンディング） ＊シングルバージョン